# Sepiolina nipponensis
Sepiolina nipponensis är en bläckfiskart som först beskrevs av Berry 1911.  Sepiolina nipponensis ingår i släktet Sepiolina och familjen Sepiolidae. IUCN kategoriserar arten globalt som otillräckligt studerad. Inga underarter finns listade i Catalogue of Life.